# Anthidium alsinai
Anthidium alsinai är en biart som beskrevs av Urban 2001. Anthidium alsinai ingår i släktet ullbin, och familjen buksamlarbin. Inga underarter finns listade i Catalogue of Life.